# Eugen Schauman

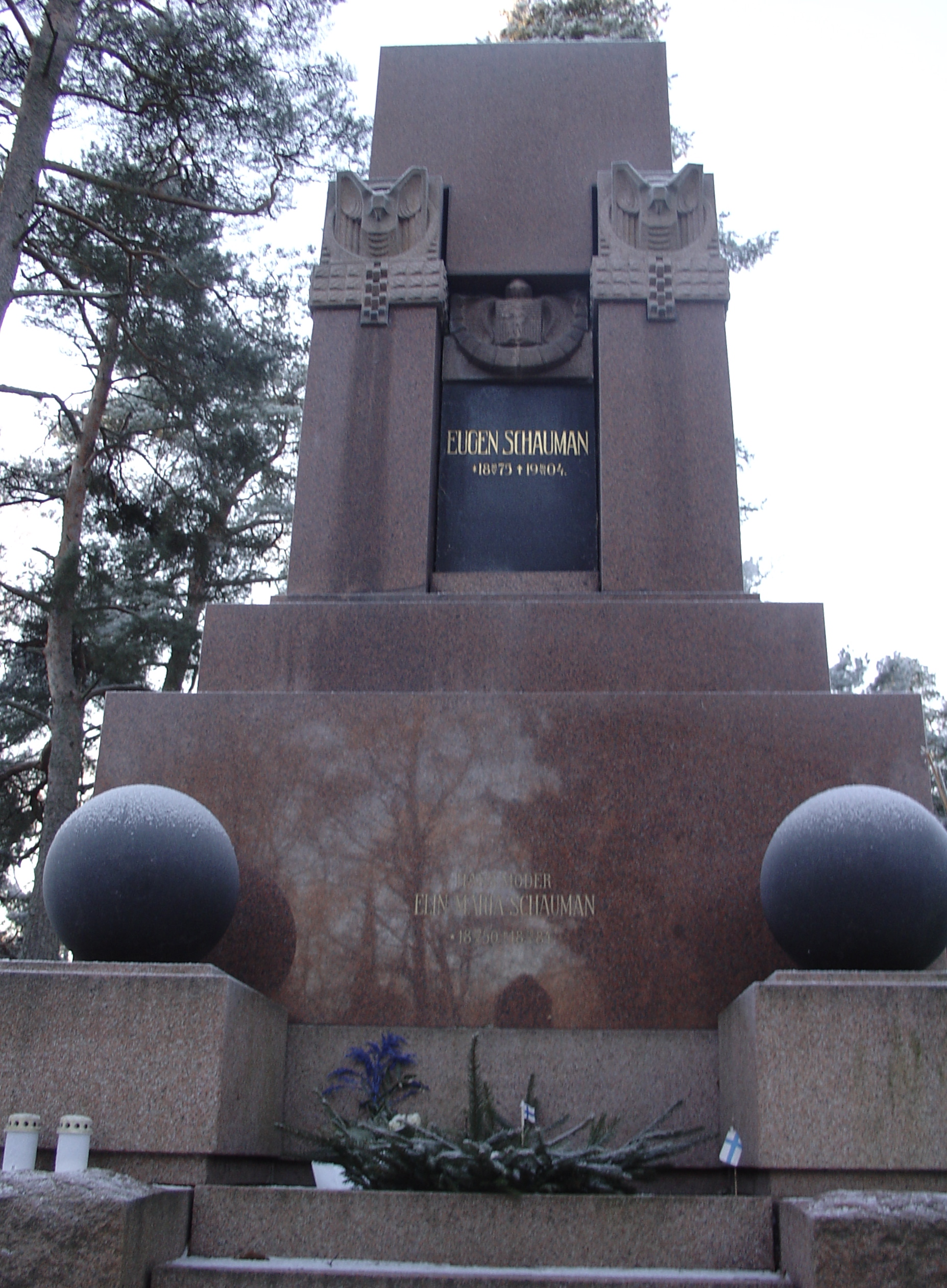
Eugen Schaumans gravmonument på Borgå kyrkogård.

Eugen Waldemar Schauman (uttal: IPA ˈʃoːman), född 10 maj 1875 i Charkov, död 16 juni 1904 i Helsingfors, var en finlandssvensk student, aktivist och attentator. 

## Biografi
Schauman var son till generalen Waldemar Schauman (1844–1911) och Elin Schauman samt äldre bror till Sigrid Schauman. Schauman blev student vid Kejserliga Alexanders Universitetet i Finland i Helsingfors 1895 och efter avlagd universitetsexamen extrakopist i senaten för Finland 1900 samt kammarförvant i Skolöverstyrelsen 1902.
Schauman var djupt förbittrad över den ryska förtryckarpolitiken i Finland och förövade den 16 juni 1904 ett attentat mot det dåvarande ryska storfurstendömet Finlands ryske generalguvernör Nikolaj Bobrikov i Helsingfors senatshus. Schauman sköt Bobrikov och sedan sig själv. Schauman dog omedelbart, medan Bobrikov avled följande dag.
Händelserna kring attentatet har filmatiserats flera gånger. I Kajastus (Skimmer) (1930) och Helmikuun manifesti (Under knutpiskan) (1939) spelas Schauman av Runar Schauman som var släkting till Eugen Schauman. I filmen Luottamus (Förtroende) (1976) spelas Schauman av Runar Schaumans son Göran Schauman.